# Pena (Vila Real)
Pena (por vezes referida como São Miguel da Pena, sua designação paroquial) é uma povoação portuguesa do Município de Vila Real que foi sede da extinta Freguesia de Pena, freguesia que tinha 13,89 km² de área e 483 habitantes (2011). 
A Freguesia de Pena foi extinta (agregada) pela reorganização administrativa de 2012/2013, tendo o seu território sido integrado na então criada União das Freguesias de Pena, Quintã e Vila Cova.
Situada nas faldas das Serras do Marão e do Alvão, a Freguesia de Pena englobava, para além da sede, os seguintes lugares: Bairro de São Miguel (ou São Miguel da Pena), Currais, Foz, Gontães, Póvoa, Sirarelhos e Vilarinho.

## População
| População da freguesia da Pena (1801–2011) | População da freguesia da Pena (1801–2011) | População da freguesia da Pena (1801–2011) | População da freguesia da Pena (1801–2011) | População da freguesia da Pena (1801–2011) | População da freguesia da Pena (1801–2011) | População da freguesia da Pena (1801–2011) | População da freguesia da Pena (1801–2011) | População da freguesia da Pena (1801–2011) | População da freguesia da Pena (1801–2011) | População da freguesia da Pena (1801–2011) | População da freguesia da Pena (1801–2011) | População da freguesia da Pena (1801–2011) | População da freguesia da Pena (1801–2011) | População da freguesia da Pena (1801–2011) | População da freguesia da Pena (1801–2011) | População da freguesia da Pena (1801–2011) |
| 1801                                       | 1849                                       | 1864                                       | 1878                                       | 1890                                       | 1900                                       | 1911                                       | 1920                                       | 1930                                       | 1940                                       | 1950                                       | 1960                                       | 1970                                       | 1981                                       | 1991                                       | 2001                                       | 2011                                       |
| ------------------------------------------ | ------------------------------------------ | ------------------------------------------ | ------------------------------------------ | ------------------------------------------ | ------------------------------------------ | ------------------------------------------ | ------------------------------------------ | ------------------------------------------ | ------------------------------------------ | ------------------------------------------ | ------------------------------------------ | ------------------------------------------ | ------------------------------------------ | ------------------------------------------ | ------------------------------------------ | ------------------------------------------ |
| 566                                        | 670                                        | 724                                        | 818                                        | 819                                        | 810                                        | 797                                        | 754                                        | 832                                        | 920                                        | 941                                        | 904                                        | 803                                        | 697                                        | 667                                        | 540                                        | 483                                        |

| Distribuição da População por Grupos Etários em 2001 e 2011 | Distribuição da População por Grupos Etários em 2001 e 2011 | Distribuição da População por Grupos Etários em 2001 e 2011 | Distribuição da População por Grupos Etários em 2001 e 2011 | Distribuição da População por Grupos Etários em 2001 e 2011 | Distribuição da População por Grupos Etários em 2001 e 2011 | Distribuição da População por Grupos Etários em 2001 e 2011 | Distribuição da População por Grupos Etários em 2001 e 2011 | Distribuição da População por Grupos Etários em 2001 e 2011 | Distribuição da População por Grupos Etários em 2001 e 2011 |
| ----------------------------------------------------------- | ----------------------------------------------------------- | ----------------------------------------------------------- | ----------------------------------------------------------- | ----------------------------------------------------------- | ----------------------------------------------------------- | ----------------------------------------------------------- | ----------------------------------------------------------- | ----------------------------------------------------------- | ----------------------------------------------------------- |
| Idade                                                       | 0-14                                                        | 15-24                                                       | 25-64                                                       | > 65                                                        |                                                             | 0-14                                                        | 15-24                                                       | 25-64                                                       | > 65                                                        |
| 2001                                                        | 77                                                          | 86                                                          | 268                                                         | 109                                                         |                                                             | 14,3%                                                       | 15,9%                                                       | 49,6%                                                       | 20,2%                                                       |
| 2011                                                        | 60                                                          | 40                                                          | 249                                                         | 134                                                         |                                                             | 12,4%                                                       | 8,3%                                                        | 51,6%                                                       | 27,7%                                                       |

## História
A paróquia de São Miguel da Pena é anterior à fundação da nacionalidade, havendo referências escritas que datam do século XII, quando D. Teresa aí criou um couto. No século XIII ainda pertencia às Terras de Penaguião.
Segundo alguns autores, D. Manuel I ter-lhe-á dado foral a 16 de Maio de 1517, mas a Grande Enciclopédia Portuguesa e Brasileira discorda que o documento em causa lhe diga respeito. O que é certo é que em 1586 a freguesia da Pena pertencia ao termo de Vila Real. Aproximadamente meio século antes (1530), as terras da (entretanto extinta) freguesia de Vila Cova surgem como suas anexas.
Entre os séculos XVI e XIX a freguesia da Pena partilhava com a freguesia vizinha de Torgueda o lugar que constituiu a (entretanto também extinta) freguesia de Quintã, isto é, os habitantes desta aldeia pertenciam em anos alternados às paróquias de São Miguel da Pena e São Salvador de Torgueda.
Tal como todas as demais terras pertencentes aos Marqueses de Vila Real, a Pena passou em 1641 para a posse da Coroa, quando o Marquês e o seu herdeiro foram executados sob acusação de conjura contra D. João IV. Em 1654, passou a integrar o património da recém-criada Sereníssima Casa do Infantado, situação que se manteve até à extinção desta, aquando das reformas do Liberalismo.
Na sequência da reorganização administrativa ditada pela Lei n.º 22/2012, o território das vizinhas freguesias de Quintã e Vila Cova foi-lhe anexado, passando o conjunto a designar-se oficialmente União das Freguesias de Pena, Quintã e Vila Cova. Assim, "Pena" foi de facto extinta enquanto designação oficial de freguesia.